# Европско првенство у атлетици за млађе сениоре 2017 — 110 метара препоне за мушкарце
Такмичење у трчању на 110 метара препоне у мушкој конкуренцији на 11. Европском првенству у атлетици за млађе сениоре 2017. у Бидгошћу одржано је 14. и 15. јула 2017. на стадиону Жђислав Кшишковјак.
Титулу освојену у Талину 2015, није бранио Дејвид Омореги из Уједињеног Краљевства.

## Земље учеснице
Учествовало је 22 такмичара из 13 земаља.
1. Аустрија (1)
2. Белорусија (1)
3. Ирска (1)
4. Италија (2)
5. Литванија (2)
6. Пољска (3)
7. Румунија (1)
8. Уједињено Краљевство (2)
9. Украјина (2)
10. Финска (1)
11. Француска (2)
12. Чешка (2)
13. Шпанија (2)

## Освајачи медаља
|                           |                                           |                        |
| Лудовик Пајен · Француска | Кхај Рајли-Лаборде · Уједињено Краљевство | Дилан Кати · Француска |

## Квалификациона норма
Требало би да такмичари остваре квалификациону норму у периоду од 1. јануара 2016. до 4. јула 2017. године.
| Норма |
| ----- |
| 14,50 |

## Сатница
| Датум   | Време | Коло          |
| ------- | ----- | ------------- |
| 14. јул | 10:45 | Квалификације |
| 15. јул | 18:07 | Финале        |

## Рекорди
| Рекорди пре почетка Европског првенства 2017. | Рекорди пре почетка Европског првенства 2017. | Рекорди пре почетка Европског првенства 2017. | Рекорди пре почетка Европског првенства 2017. | Рекорди пре почетка Европског првенства 2017. | Рекорди пре почетка Европског првенства 2017. |
| Рекорди                                       | Атлетичар                                     | Земља                                         | Време                                         | Место                                         | Датум                                         |
| --------------------------------------------- | --------------------------------------------- | --------------------------------------------- | --------------------------------------------- | --------------------------------------------- | --------------------------------------------- |
| Европски рекорд У-23                          | Лађи Дукуре                                   | Француска                                     | 12,97                                         | Анже, Француска                               | 15. јул 2005.                                 |
| Рекорди европских првенстава У-23             | Лађи Дукуре                                   | Француска                                     | 13,23                                         | Бидгошћ, Пољска                               | 20. јул 2003.                                 |
| Најбољи европски резултат сезоне У-23         | Дејвид Омореги                                | Велика Британија                              | 13,34                                         | Вилнев д’Аск, Француска                       | 23. јун 2017.                                 |

### Најбољи европски резултати у 2017. години
Десет најбољих атлетичара у трци на 110 метара са препонама 2017. године до почетка првенства (12. јул 2017), имали су следећи пласман на европској ранг листи. (СРЛ)
| 1.  | Дејвид Омореги,     | Велика Британија | 13,34 | 23. јун |
| 2.  | Бенжамин Седеки,    | Француска        | 13,41 | 1. јул  |
| 3.  | Кхај Рајли-Лаборде, | Велика Британија | 13,59 | 21. мај |
| 4.  | Лудовик Пајен,      | Француска        | 13,60 | 27. мај |
| 5.  | Дилан Кати,         | Француска        | 13,67 |         |
| 6.  | Џејмс Вивер,        | Велика Британија | 13,77 |         |
| 7.  | Вилем Белосијан,    | Француска        | 13,89 | 17. мај |
| 8.  | Давид Жебровски,    | Пољска           | 13,90 | 24. јун |
| 9.  | Раполас Саулиус,    | Литванија        | 13,93 | 25. јун |
| 10. | Марћин Грудка,      | Пољска           | 13,95 | 23. јун |

Такмичарке чија су имена подебљана учествовале су на ЕП.

## Резултати

### Квалификације
Квалификације су одржане 14. јула 2017. године. Такмичари су били подељени у 2 групе. У финале су се пласирала прва 2 из сваке групе (КВ) и 2 на основу резултата (кв).,,
Старт: група 1 у 10:45, група 2 у 10:53, група 3 у 11:01.
| Место | Групе | Стаза | Атлетичар           | Земља                | ЛР    | ЛРС   | Резултат | Белешка |
| ----- | ----- | ----- | ------------------- | -------------------- | ----- | ----- | -------- | ------- |
| 1.    | 2     | 6     | Лудовик Пајен       | Француска            | 13,60 | 13,60 | 13,72    | КВ      |
| 2.    | 3     | 3     | Џејмс Вивер         | Уједињено Краљевство | 13,77 | 13,77 | 13,85    | КВ      |
| 3.    | 2     | 7     | Зимоне Почија       | Италија              | 14,01 | 14,03 | 13,89    | КВ, ЛР  |
| 4.    | 3     | 8     | Дилан Кати          | Француска            | 13,67 | 13,67 | 13,96    | КВ      |
| 5.    | 1     | 5     | Кхај Рајли-Лаборде  | Уједињено Краљевство | 13,59 | 13,59 | 14,01    | КВ      |
| 6.    | 3     | 6     | Каспер Шуберт       | Пољска               | 13,96 | 13,96 | 14,07    | кв      |
| 7.    | 2     | 5     | Давид Жебровски     | Пољска               | 13,90 | 13,90 | 14,11    | кв      |
| 8.    | 3     | 4     | Франческо Феранте   | Италија              | 14,08 | 14,08 | 14,12    |         |
| 9.    | 3     | 7     | Богдан Чорномаз     | Украјина             | 14,06 | 14,06 | 14,12    |         |
| 10.   | 1     | 4     | Давид Скленар       | Чешка                | 14,00 | 14,00 | 14,14    | КВ      |
| 11.   | 1     | 8     | Метју Бехнан        | Ирска                | 14,20 | 14,20 | 14,14    | ЛР      |
| 12.   | 1     | 2     | Раполас Саулиус     | Литванија            | 13,93 | 13,93 | 14,20    |         |
| 13.   | 2     | 3     | Антонио Гарсиа      | Шпанија              | 13,98 | 13,98 | 14,21    |         |
| 14.   | 1     | 7     | Марћин Грудка       | Пољска               | 13,95 | 13,95 | 14,23    |         |
| 15.   | 3     | 2     | Арсени Зданевич     | Белорусија           | 14,33 | 14,33 | 14,26    |         |
| 16.   | 1     | 3     | Флоријан Домениг    | Аустрија             | 14,38 | 14,38 | 14,47    |         |
| 17.   | 2     | 8     | Максат Кандјмов     | Украјина             | 14,12 | 14,15 | 14,52    |         |
| 18.   | 1     | 6     | Херард Порас        | Шпанија              | 13,89 | 14,03 | 14,55    |         |
| 19.   | 3     | 5     | Адриан Болдеану     | Румунија             | 14,47 | 14,51 | 14,58    |         |
| 20.   | 3     | 9     | Мартинас Врашинскас | Литванија            | 14,47 | 14,47 | 14,61    |         |
| 21.   | 2     | 2     | Даниел Шпичак       | Чешка                | 14,38 | 14,38 | 14,64    |         |
|       | 2     | 4     | Виктор Кантеле      | Финска               | 14,18 | 14,18 | Диск.    | 162.7.  |

### Финале
Финале је одржано 15. јула 2017. године у 18:07.,
| Место | Стаза | Атлетичар          | Земља                | Резултат | Белешка |
| ----- | ----- | ------------------ | -------------------- | -------- | ------- |
|       | 5     | Лудовик Пајен      | Француска            | 13,49    | ЛР      |
|       | 4     | Кхај Рајли-Лаборде | Чешка                | 13,65    |         |
|       | 8     | Дилан Кати         | Француска            | 13,66    | ЛР      |
| 4.    | 7     | Џејмс Вивер        | Уједињено Краљевство | 13,75    | ЛР      |
| 5.    | 2     | Давид Жебровски    | Пољска               | 13,90    | = =ЛР   |
| 6.    | 6     | Зимоне Почија      | Италија              | 13,92    |         |
| 7.    | 9     | Давид Скленар      | Чешка                | 14,19    |         |
| 8.    | 3     | Каспер Шуберт      | Пољска               | 14,21    |         |